# Lendvay Ferenc (színművész)
Lendvay Ferenc, született Lederer (Győr, 1895. július 9. – Veszprém, 1963. január 11.) magyar színész, író, újságíró. Lendvay Ferenc színész, színházi rendező apja.

## Életútja
Lederer Mór vasúti állomásfőnök és Stehle Paula fia. Budapesten mint színész kezdte pályáját. 1932 és 1937 között Aradon a Reggel belső munkatársa volt, majd 1937–38-ban a Társaság című riportlap bánsági szerkesztője. Gellér Jánossal együtt állították össze A százéves Arad. 1834-1934. című útmutatót, több naptár szerkesztője. Színdarabokat, mesejátékokat írt. 1938-ban visszament Budapestre. Halála előtti hónapokban a fia által igazgatott Veszprémi Petőfi Színházban dolgozott. Fiatal ösztöndíjasokat tanított művészetelméletre, esztétikára, színháztörténetre, illetve összeállította a színlapok szövegét.
1962. január 11-én este, Shaw vígjátékának veszprémi bemutató előadása alatt lett rosszul, majd a kórházba szállítása közben elhunyt.

## Magánélete
Első házastársa Nagy Teréz színésznő volt. Második felesége Gyuris Margit volt, akivel 1951-ben Budapesten házasodott össze.

## Kötete
- Álomlovag (regény, Arad, 1934)